# 1. Bundesliga 2019-2020 (femminile)
La 1. Bundesliga 2019-2020 si è svolta dal 3 ottobre 2019 al 10 marzo 2020: al torneo hanno partecipato undici squadre di club tedesche e la vittoria finale non è stata assegnata ad alcuna squadra a causa dell'interruzione del campionato a seguito della pandemia di COVID-19.

## Regolamento

### Formula
Le squadre avrebbero dovuto disputato un girone all'italiana, con gare di andata e ritorno, per un totale di ventidue giornate; al termine della regular season:
- Le prime otto classificate avrebbero dovuto accedere ai play-off scudetto, strutturati in quarti di finale, giocati al meglio di due vittorie su tre gare, semifinali e finale, entrambe giocate al meglio di tre vittorie su cinque gare.
- L'ultima classificata sarebbe stata retrocessa in 2. Bundesliga.

A seguito del diffondersi in Germania della pandemia di COVID-19, il campionato è stato sospeso il 10 marzo 2020: successivamente il comitato direttivo della DVV ha decretato la chiusura anticipata del campionato senza assegnazione dello scudetto e della retrocessione.

### Criteri di classifica
Se il risultato finale è stato di 3-0 o 3-1 sono stati assegnati 3 punti alla squadra vincente e 0 a quella sconfitta, se il risultato finale è stato di 3-2 sono stati assegnati 2 punti alla squadra vincente e 1 a quella sconfitta.
L'ordine del posizionamento in classifica è stato definito in base a:
- Punti;
- Numero di partite vinte;
- Ratio dei set vinti/persi;
- Ratio dei punti realizzati/subiti.

## Squadre partecipanti
| Club           | Stagione | Città      | Impianto                     | Stagione precedente                                     |
| -------------- | -------- | ---------- | ---------------------------- | ------------------------------------------------------- |
| Dresdner       | dettagli | Dresda     | Margon Arena                 | 3ª in 1. Bundesliga; quarti di finale play-off scudetto |
| Erfurt         | dettagli | Erfurt     | Riethsporthalle              | 11ª in 1. Bundesliga                                    |
| FTSV Straubing | dettagli | Straubing  | Turmair Volleyballarena      | 10ª in 1. Bundesliga                                    |
| MTV Stoccarda  | dettagli | Stoccarda  | SCHARRena                    | 1ª in 1. Bundesliga; campione di Germania               |
| Münster        | dettagli | Münster    | Sporthalle Berg Fidel        | 7ª in 1. Bundesliga; quarti di finale play-off scudetto |
| Potsdam        | dettagli | Potsdam    | MBS Arena Potsdam            | 4ª in 1. Bundesliga; semifinali play-off scudetto       |
| PTSV Aachen    | dettagli | Aquisgrana | Sporthalle Neuköllner Straße | 6ª in 1. Bundesliga; semifinali play-off scudetto       |
| Schweriner     | dettagli | Schwerin   | ARENA Schwerin               | 2ª in 1. Bundesliga; finale play-off scudetto           |
| Suhl           | dettagli | Suhl       | Sporthalle Wolfsgrube        | 9ª in 1. Bundesliga                                     |
| Vilsbiburg     | dettagli | Vilsbiburg | Ballsporthalle               | 5ª in 1. Bundesliga; quarti di finale play-off scudetto |
| Wiesbaden      | dettagli | Wiesbaden  | Sporthalle am Platz          | 8ª in 1. Bundesliga; quarti di finale play-off scudetto |

## Torneo

### Regular season

#### Risultati
| Prima giornata |                          |        |                                   |
|                |                          |        |                                   |
| Riposa:        | Erfurt                   | Erfurt | Erfurt                            |
| 05-10          | Dresdner - Potsdam       | 1-3    | 23-25, 22-25, 25-20, 22-25        |
| 05-10          | Münster - MTV Stoccarda  | 1-3    | 25-13, 17-25, 20-25, 19-25        |
| 03-10          | Schweriner - PTSV Aachen | 2-3    | 25-27, 21-25, 25-20, 25-17, 17-19 |
| 05-10          | Vilsbiburg - Suhl        | 3-1    | 25-16, 21-25, 25-22, 29-27        |
| 05-10          | Straubing - Wiesbaden    | 3-0    | 25-22, 25-22, 26-24               |

| Seconda giornata |                          |           |                                   |
|                  |                          |           |                                   |
| Riposa:          | Wiesbaden                | Wiesbaden | Wiesbaden                         |
| 12-10            | Suhl - Schweriner        | 1-3       | 25-22, 18-25, 21-25, 17-25        |
| 12-10            | PTSV Aachen - Münster    | 3-0       | 25-22, 25-23, 25-22               |
| 12-10            | MTV Stoccarda - Dresdner | 3-0       | 25-23, 25-22, 25-14               |
| 12-10            | Potsdam - Straubing      | 3-0       | 25-10, 25-22, 25-13               |
| 12-10            | Erfurt - Vilsbiburg      | 2-3       | 18-25, 20-25, 25-19, 25-20, 14-16 |

| Terza giornata |                           |            |                                   |
|                |                           |            |                                   |
| Riposa:        | Vilsbiburg                | Vilsbiburg | Vilsbiburg                        |
| 23-10          | Dresdner - PTSV Aachen    | 2-3        | 25-16, 22-25, 25-22, 23-25, 12-15 |
| 23-10          | Münster - Suhl            | 3-0        | 25-22, 25-16, 25-23               |
| 23-10          | Schweriner - Erfurt       | 3-1        | 25-17, 24-26, 25-22, 25-19        |
| 23-10          | Wiesbaden - Potsdam       | 2-3        | 25-14, 25-17, 11-25, 15-25, 13-15 |
| 23-10          | Straubing - MTV Stoccarda | 0-3        | 21-25, 22-25, 19-25               |

| Quarta giornata |                           |         |                                   |
|                 |                           |         |                                   |
| Riposa:         | Potsdam                   | Potsdam | Potsdam                           |
| 26-10           | Suhl - Dresdner           | 1-3     | 21-25, 25-23, 26-28, 17-25        |
| 26-10           | PTSV Aachen - Straubing   | 3-0     | 25-17, 25-19, 25-22               |
| 26-10           | MTV Stoccarda - Wiesbaden | 3-1     | 25-20, 23-25, 25-20, 25-15        |
| 30-10           | Vilsbiburg - Schweriner   | 2-3     | 15-25, 22-25, 27-25, 25-22, 10-15 |
| 09-10           | Erfurt - Münster          | 1-3     | 21-25, 23-25, 25-18, 18-25        |

| Quinta giornata |                         |            |                                   |
|                 |                         |            |                                   |
| Riposa:         | Schweriner              | Schweriner | Schweriner                        |
| 09-11           | Dresdner - Erfurt       | 3-1        | 25-18, 25-18, 23-25, 25-23        |
| 10-11           | Münster - Vilsbiburg    | 2-3        | 25-21, 15-25, 11-25, 25-19, 14-16 |
| 09-11           | Potsdam - MTV Stoccarda | 0-3        | 20-25, 22-25, 17-25               |
| 10-11           | Wiesbaden - PTSV Aachen | 0-3        | 17-25, 21-25, 21-25               |
| 09-11           | Straubing - Suhl        | 3-0        | 25-20, 25-16, 25-18               |

| Sesta giornata |                       |               |                                   |
|                |                       |               |                                   |
| Riposa:        | MTV Stoccarda         | MTV Stoccarda | MTV Stoccarda                     |
| 13-11          | Suhl - Wiesbaden      | 2-3           | 19-25, 25-22, 18-25, 25-22, 10-15 |
| 13-11          | PTSV Aachen - Potsdam | 1-3           | 17-25, 23-25, 26-24, 31-33        |
| 13-11          | Schweriner - Münster  | 3-0           | 25-21, 25-17, 25-18               |
| 13-11          | Vilsbiburg - Dresdner | 2-3           | 19-25, 25-21, 22-25, 25-22, 8-15  |
| 13-11          | Erfurt - Straubing    | 1-3           | 13-25, 25-17, 16-25, 11-25        |

| Settima giornata |                             |         |                                   |
|                  |                             |         |                                   |
| Riposa:          | Münster                     | Münster | Münster                           |
| 20-11            | Dresdner - Schweriner       | 0-3     | 20-25, 21-25, 22-25               |
| 16-11            | MTV Stoccarda - PTSV Aachen | 2-3     | 18-25, 16-25, 25-17, 25-18, 23-25 |
| 20-11            | Potsdam - Suhl              | 3-0     | 25-18, 25-20, 25-22               |
| 17-11            | Wiesbaden - Erfurt          | 3-2     | 29-27, 28-30, 25-22, 16-25, 16-14 |
| 16-11            | Straubing - Vilsbiburg      | 3-2     | 25-14, 21-25, 11-25, 25-19, 15-12 |

| Ottava giornata |                        |             |                     |
|                 |                        |             |                     |
| Riposa:         | PTSV Aachen            | PTSV Aachen | PTSV Aachen         |
| 30-11           | Suhl - MTV Stoccarda   | 0-3         | 18-25, 24-26, 17-25 |
| 27-11           | Münster - Dresdner     | 0-3         | 18-25, 17-25, 22-25 |
| 01-12           | Schweriner - Straubing | 3-0         | 25-21, 25-17, 25-14 |
| 30-11           | Vilsbiburg - Wiesbaden | 3-0         | 25-16, 25-13, 28-26 |
| 27-11           | Erfurt - Potsdam       | 0-3         | 16-25, 18-25, 20-25 |

| Nona giornata |                        |          |                                   |
|               |                        |          |                                   |
| Riposa:       | Dresdner               | Dresdner | Dresdner                          |
| 07-12         | PTSV Aachen - Suhl     | 3-0      | 25-16, 25-20, 25-22               |
| 04-12         | MTV Stoccarda - Erfurt | 3-0      | 25-10, 25-17, 25-19               |
| 07-12         | Potsdam - Vilsbiburg   | 3-0      | 25-18, 25-23, 25-17               |
| 07-12         | Wiesbaden - Schweriner | 0-3      | 18-25, 16-25, 12-25               |
| 07-12         | Straubing - Münster    | 2-3      | 25-19, 24-26, 17-25, 25-22, 17-19 |

| Decima giornata |                            |      |                                   |
|                 |                            |      |                                   |
| Riposa:         | Suhl                       | Suhl | Suhl                              |
| 14-12           | Dresdner - Straubing       | 3-0  | 25-20, 25-18, 25-20               |
| 18-12           | Münster - Wiesbaden        | 2-3  | 25-14, 23-25, 25-17, 11-25, 12-15 |
| 14-12           | Schweriner - Potsdam       | 3-2  | 23-25, 25-20, 25-12, 22-25, 15-12 |
| 14-12           | Vilsbiburg - MTV Stoccarda | 1-3  | 28-26, 24-26, 19-25, 19-25        |
| 14-12           | Erfurt - PTSV Aachen       | 3-2  | 25-23, 14-25, 25-18, 15-25, 15-13 |

| Undicesima giornata |                            |           |                            |
|                     |                            |           |                            |
| Riposa:             | Straubing                  | Straubing | Straubing                  |
| 21-12               | Suhl - Erfurt              | 3-0       | 25-20, 25-17, 25-19        |
| 21-12               | PTSV Aachen - Vilsbiburg   | 1-3       | 21-25, 25-17, 19-25, 26-28 |
| 21-12               | MTV Stoccarda - Schweriner | 1-3       | 25-23, 22-25, 23-25, 13-25 |
| 21-12               | Potsdam - Münster          | 3-0       | 25-15, 25-20, 25-16        |
| 21-12               | Wiesbaden - Dresdner       | 1-3       | 25-23, 14-25, 22-25, 16-25 |

| Dodicesima giornata |                          |        |                                   |
|                     |                          |        |                                   |
| Riposa:             | Erfurt                   | Erfurt | Erfurt                            |
| 15-01               | Potsdam - Dresdner       | 3-0    | 26-24, 25-18, 25-22               |
| 15-01               | MTV Stoccarda - Münster  | 2-3    | 25-22, 18-25, 21-25, 25-16, 13-15 |
| 15-01               | PTSV Aachen - Schweriner | 0-3    | 22-25, 19-25, 17-25               |
| 15-01               | Suhl - Vilsbiburg        | 1-3    | 28-26, 23-25, 14-25, 17-25        |
| 15-01               | Wiesbaden - Straubing    | 1-3    | 19-25, 19-25, 25-21, 21-25        |

| Tredicesima giornata |                          |           |                                   |
|                      |                          |           |                                   |
| Riposa:              | Wiesbaden                | Wiesbaden | Wiesbaden                         |
| 10-03                | Schweriner - Suhl        | 3-0       | 25-16, 25-15, 25-23               |
| 19-01                | Münster - PTSV Aachen    | 3-2       | 15-25, 21-25, 25-20, 25-20, 16-14 |
| 18-01                | Dresdner - MTV Stoccarda | 1-3       | 15-25, 25-17, 22-25, 27-29        |
| 18-01                | Straubing - Potsdam      | 3-2       | 25-15, 19-25, 25-23, 27-29, 15-12 |
| 18-01                | Vilsbiburg - Erfurt      | 3-1       | 30-32, 26-24, 25-23, 25-14        |

| Quattordicesima giornata |                           |            |                                  |
|                          |                           |            |                                  |
| Riposa:                  | Vilsbiburg                | Vilsbiburg | Vilsbiburg                       |
| 25-01                    | PTSV Aachen - Dresdner    | 2-3        | 25-22, 26-28, 23-25, 25-23, 8-15 |
| 25-01                    | Suhl - Münster            | 0-3        | 17-25, 20-25, 21-25              |
| 25-01                    | Erfurt - Schweriner       | 0-3        | 19-25, 21-25, 22-25              |
| 26-01                    | Potsdam - Wiesbaden       | 1-3        | 21-25, 22-25, 25-22, 18-25       |
| 12-02                    | MTV Stoccarda - Straubing | 3-0        | 27-25, 25-17, 25-21              |

| Quindicesima giornata |                           |         |                                  |
|                       |                           |         |                                  |
| Riposa:               | Potsdam                   | Potsdam | Potsdam                          |
| 29-01                 | Dresdner - Suhl           | 3-0     | 25-19, 25-21, 25-20              |
| 29-01                 | Straubing - PTSV Aachen   | 3-2     | 25-19, 25-19, 22-25, 22-25, 15-9 |
| 29-01                 | Wiesbaden - MTV Stoccarda | 0-3     | 21-25, 20-25, 20-25              |
| 29-01                 | Schweriner - Vilsbiburg   | 3-0     | 25-19, 25-21, 25-15              |
| 29-01                 | Münster - Erfurt          | 1-3     | 25-22, 22-25, 22-25, 27-29       |

| Sedicesima giornata |                         |            |                                   |
|                     |                         |            |                                   |
| Riposa:             | Schweriner              | Schweriner | Schweriner                        |
| 01-02               | Erfurt - Dresdner       | 0-3        | 16-25, 21-25, 18-25               |
| 05-02               | Vilsbiburg - Münster    | 1-3        | 18-25, 17-25, 25-16, 22-25        |
| 01-02               | MTV Stoccarda - Potsdam | 3-2        | 25-19, 25-15, 23-25, 26-28, 15-12 |
| 01-02               | PTSV Aachen - Wiesbaden | 3-0        | 25-23, 25-19, 25-22               |
| 01-02               | Suhl - Straubing        | 2-3        | 25-22, 20-25, 19-25, 25-17, 11-15 |

| Diciassettesima giornata |                       |               |                                   |
|                          |                       |               |                                   |
| Riposa:                  | MTV Stoccarda         | MTV Stoccarda | MTV Stoccarda                     |
| 08-02                    | Wiesbaden - Suhl      | 3-0           | 25-20, 25-16, 26-24               |
| 09-02                    | Potsdam - PTSV Aachen | 3-1           | 25-22, 22-25, 25-20, 25-21        |
| 09-02                    | Münster - Schweriner  | 0-3           | 15-25, 17-25, 19-25               |
| 12-02                    | Dresdner - Vilsbiburg | 2-3           | 25-12, 24-26, 23-25, 25-21, 12-15 |
| 08-02                    | Straubing - Erfurt    | 3-1           | 19-25, 25-17, 25-17, 25-16        |

| Diciottesima giornata |                             |         |                                   |
|                       |                             |         |                                   |
| Riposa:               | Münster                     | Münster | Münster                           |
| 22-02                 | Schweriner - Dresdner       | 3-2     | 21-25, 19-25, 25-20, 25-23, 15-12 |
| 22-02                 | PTSV Aachen - MTV Stoccarda | 0-3     | 19-25, 24-26, 23-25               |
| 22-02                 | Suhl - Potsdam              | 1-3     | 21-25, 20-25, 25-20, 21-25        |
| 22-02                 | Erfurt - Wiesbaden          | 3-1     | 25-20, 25-23, 21-25, 25-16        |
| 22-02                 | Vilsbiburg - Straubing      | 3-1     | 25-23, 17-25, 25-9, 25-21         |

| Diciannovesima giornata |                        |             |                            |
|                         |                        |             |                            |
| Riposa:                 | PTSV Aachen            | PTSV Aachen | PTSV Aachen                |
| 26-02                   | MTV Stoccarda - Suhl   | 3-0         | 25-17, 25-22, 25-22        |
| 26-02                   | Dresdner - Münster     | 0-3         | 20-25, 22-25, 19-25        |
| 26-02                   | Straubing - Schweriner | 0-3         | 18-25, 22-25, 19-25        |
| 26-02                   | Wiesbaden - Vilsbiburg | 1-3         | 18-25, 25-23, 17-25, 14-25 |
| 26-02                   | Potsdam - Erfurt       | 3-0         | 25-16, 25-23, 25-17        |

| Ventesima giornata |                        |          |                            |
|                    |                        |          |                            |
| Riposa:            | Dresdner               | Dresdner | Dresdner                   |
| 29-02              | Suhl - PTSV Aachen     | 3-1      | 14-25, 25-21, 25-23, 25-14 |
| 29-02              | Erfurt - MTV Stoccarda | 1-3      | 21-25, 21-25, 25-22, 20-25 |
| 03-03              | Vilsbiburg - Potsdam   | 0-3      | 15-25, 22-25, 17-25        |
| 29-02              | Schweriner - Wiesbaden | 3-0      | 25-17, 25-21, 25-17        |
| 01-03              | Münster - Straubing    | 3-0      | 25-20, 25-23, 25-17        |

| Ventunesima giornata |                            |      |                                  |
|                      |                            |      |                                  |
| Riposa:              | Suhl                       | Suhl | Suhl                             |
| 07-03                | Straubing - Dresdner       | 1-3  | 17-25, 25-20, 20-25, 14-25       |
| 10-03                | Wiesbaden - Münster        | 1-3  | 17-25, 17-25, 26-24, 17-25       |
| 07-03                | Potsdam - Schweriner       | 3-2  | 26-28, 17-25, 26-24, 25-22, 15-9 |
| 07-03                | MTV Stoccarda - Vilsbiburg | 3-0  | 25-22, 25-16, 25-18              |
| 07-03                | PTSV Aachen - Erfurt       | 3-1  | 25-20, 23-25, 25-19, 25-16       |

| Ventiduesima giornata |                            |           |           |
|                       |                            |           |           |
| Riposa:               | Straubing                  | Straubing | Straubing |
| -                     | Erfurt - Suhl              | -         | annullata |
| -                     | Vilsbiburg - PTSV Aachen   | -         | annullata |
| -                     | Schweriner - MTV Stoccarda | -         | annullata |
| -                     | Münster - Potsdam          | -         | annullata |
| -                     | Dresdner - Wiesbaden       | -         | annullata |

#### Classifica
| Pos. | Squadra        | Pt | G  | V  | P  | SV | SP | Ratio | PF    | PS    | Ratio |
| ---- | -------------- | -- | -- | -- | -- | -- | -- | ----- | ----- | ----- | ----- |
| 1.   | Schweriner     | 50 | 19 | 17 | 2  | 55 | 15 | 3,667 | 1 667 | 1 374 | 1,213 |
| 2.   | MTV Stoccarda  | 49 | 19 | 16 | 3  | 53 | 16 | 3,312 | 1 641 | 1 429 | 1,148 |
| 3.   | Potsdam        | 43 | 19 | 14 | 5  | 49 | 23 | 2,130 | 1 642 | 1 510 | 1,087 |
| 4.   | Dresdner       | 31 | 19 | 10 | 9  | 38 | 35 | 1,086 | 1 662 | 1 561 | 1,065 |
| 5.   | Vilsbiburg     | 30 | 19 | 10 | 9  | 38 | 39 | 0,974 | 1 668 | 1 674 | 0,996 |
| 6.   | Münster        | 29 | 19 | 10 | 9  | 36 | 36 | 1,000 | 1 544 | 1 566 | 0,986 |
| 7.   | PTSV Aachen    | 28 | 19 | 9  | 10 | 39 | 37 | 1,054 | 1 689 | 1 670 | 1,011 |
| 8.   | FTSV Straubing | 24 | 20 | 9  | 11 | 31 | 44 | 0,705 | 1 573 | 1 642 | 0,958 |
| 9.   | Wiesbaden      | 13 | 19 | 5  | 14 | 23 | 49 | 0,469 | 1 465 | 1 667 | 0,879 |
| 10.  | Erfurt         | 10 | 19 | 3  | 16 | 21 | 52 | 0,404 | 1 495 | 1 730 | 0,864 |
| 11.  | Suhl           | 8  | 19 | 2  | 17 | 15 | 52 | 0,288 | 1 375 | 1 598 | 0,860 |

## Verdetti
| Squadra       | Qualificazione           |
| ------------- | ------------------------ |
| MTV Stoccarda | Champions League 2020-21 |
| Schweriner    | Champions League 2020-21 |
| Dresdner      | Coppa CEV 2020-21        |
| Potsdam       | Coppa CEV 2020-21        |

## Statistiche
| Rendimento individuale | Rendimento individuale | Rendimento individuale | Rendimento individuale |
| Pos.                   | Nome                   | Punti                  | Squadra                |
| ---------------------- | ---------------------- | ---------------------- | ---------------------- |
| 1                      | Maja Storck            | 313                    | PTSV Aachen            |
| 2                      | Ivana Vanjak           | 288                    | Münster                |
| 3                      | Danielle Brisebois     | 282                    | Erfurt                 |
| 4                      | Brittany Abercrombie   | 272                    | Potsdam                |
| 5                      | Nikki Taylor           | 259                    | Vilsbiburg             |
| 6                      | Milica Kubura          | 253                    | Dresdner               |
| 7                      | Lena Große Scharmann   | 248                    | FTSV Straubing         |
| 8                      | Lina Alsmeier          | 234                    | Münster                |
| 9                      | Gréta Szakmáry         | 231                    | Schweriner             |
| 10                     | McKenzie Adams         | 229                    | Schweriner             |

| Attacchi vincenti | Attacchi vincenti    | Attacchi vincenti | Attacchi vincenti |
| Pos.              | Nome                 | Punti             | Squadra           |
| ----------------- | -------------------- | ----------------- | ----------------- |
| 1                 | Maja Storck          | 276               | PTSV Aachen       |
| 2                 | Ivana Vanjak         | 257               | Münster           |
| 3                 | Brittany Abercrombie | 244               | Potsdam           |
| 4                 | Danielle Brisebois   | 235               | Erfurt            |
| 5                 | Milica Kubura        | 224               | Dresdner          |
| 6                 | Lena Große Scharmann | 212               | FTSV Straubing    |
| 7                 | Nikki Taylor         | 209               | Vilsbiburg        |
| 8                 | Krystal Rivers       | 197               | MTV Stoccarda     |
| 9                 | Gréta Szakmáry       | 189               | Schweriner        |
| 10                | McKenzie Adams       | 186               | Schweriner        |

| Muri vincenti | Muri vincenti   | Muri vincenti | Muri vincenti  |
| Pos.          | Nome            | Punti         | Squadra        |
| ------------- | --------------- | ------------- | -------------- |
| 1             | Lisa Gründing   | 51            | Potsdam        |
| 2             | Tessa Polder    | 49            | PTSV Aachen    |
| 3             | Martina Šamadan | 47            | MTV Stoccarda  |
| 4             | Ivana Mrdak     | 43            | Dresdner       |
| 5             | Sofija Medić    | 42            | Potsdam        |
| 6             | Juliët Lohuis   | 40            | MTV Stoccarda  |
| 7             | Neira Ortiz     | 38            | Vilsbiburg     |
| 8             | Demi Korevaar   | 37            | Münster        |
| 9             | Karis Watson    | 36            | Suhl           |
| 9             | Tionna Williams | 36            | FTSV Straubing |

| Battute vincenti | Battute vincenti     | Battute vincenti | Battute vincenti |
| Pos.             | Nome                 | Punti            | Squadra          |
| ---------------- | -------------------- | ---------------- | ---------------- |
| 1                | Lina Alsmeier        | 32               | Münster          |
| 2                | Nikki Taylor         | 26               | Vilsbiburg       |
| 3                | Lena Große Scharmann | 23               | FTSV Straubing   |
| 4                | Frauke Neuhaus       | 22               | Wiesbaden        |
| 4                | Tessa Polder         | 22               | PTSV Aachen      |
| 6                | McKenzie Adams       | 20               | Schweriner       |
| 7                | Kimberly Drewniok    | 19               | Schweriner       |
| 7                | Tereza Patočková     | 19               | Suhl             |
| 7                | Sofija Medić         | 19               | Potsdam          |
| 10               | Tionna Williams      | 18               | FTSV Straubing   |
| 10               | Josepha Bock         | 18               | Vilsbiburg       |
| 10               | Martina Šamadan      | 18               | MTV Stoccarda    |
| 10               | Kadie Rolfzen        | 18               | Dresdner         |